# Praxéologie

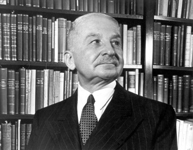
Photo de Ludwig von Mises dans sa bibliothèque.

La praxéologie (de praxis) est un champ disciplinaire centré sur l'étude de l'action humaine. Le terme a pris des sens différents depuis qu'il a été introduit par Louis Bourdeau en 1882, puis popularisé par Alfred Espinas en 1890. Ses objectifs varient selon les disciplines et les chercheurs : la réflexion peut être orientée en vue d'intervenir sur des domaines d'action réels ou elle peut être destinée à constituer une approche analytique ou une science de l'action.
Le terme a été utilisé, notamment, par l'économiste autrichien Ludwig von Mises (dans L'Action humaine, 1949) et le philosophe polonais Tadeusz Kotarbinski. Le philosophe français Éric Weil et le sociologue Pierre Bourdieu ont également employé le mot au sens d'une « théorie de la pratique ». On doit à Abraham Moles d'avoir formé, sur la base de ce mot, le concept de praxème, le "plus petit atome d'action concevable". Plus récemment, des approches psycho-sociologiques (Victor Alexandre) ou auto-pédagogique (Alexandre Lhotellier) ont privilégié une approche individuelle de la praxéologie. Le philosophe norvégien Gunnar Skirbekk a également proposé une approche inspirée des derniers écrits de Ludwig Wittgenstein.

## Principales théories

### Praxéologie classique
En tant que science de l'action (efficace), la praxéologie a été définie de manière très diverses depuis l'introduction du terme dans les années 1880. L'approche classique s'interroge sur l'efficacité de la pratique, en particulier en vue d'améliorer la productivité et le rendement d'une entreprise (Espinas, Fayol).
Henri Fayol (1841-1925), praticien et dirigeant d'usine, a fondé la praxéologie classique. Il a publié son savoir dans Administration industrielle et générale (1916). Pour lui, le dirigeant est un être de raison qui planifie, organise, dirige, coordonne et contrôle (PODC).
L'entreprise est vue comme une machine. Cela reflète son époque, mais la théorie reste influente. Fayol est du même style que Frederick Winslow Taylor en 1911. One best way : les ouvriers se spécialisent pour les gains de productivité. Ce qui rapproche les deux hommes : ce que Taylor fait pour les ouvriers, Fayol le fait pour les cadres.
Il existe quatorze principes fayoliens : la division du travail, l'autorité, la discipline, l'unité de commandement, l'unité de direction, la subordination des intérêts particuliers à l'intérêt général, la centralisation (avec un seul centre de décision), la hiérarchie, l'ordre, l'équité (salaire au mérite), la stabilité du personnel, l'initiative, l'union du personnel.
La gestion de l'entreprise se fait comme à l'armée. Chaque employé expose ses problèmes à ses supérieurs hiérarchiques, pas au grand patron. C'est une conception du leadership qui fait écho dans le monde d'aujourd'hui.
Sa politique a été très influente, car la productivité s'est accrue considérablement. Elle est efficace pour faire travailler un grand nombre de personnes peu qualifiées. Cependant, son application, avec son lot de rigidités et d'aliénation, a contribué à la syndicalisation des ouvriers.
De son côté, Kotarbinski, qui est philosophe, tente de faire de la praxéologie une science formelle permettant d'établir des paramètres pour évaluer l'efficacité de l'agir ou le rationaliser , dans le sillage du développement de la philosophie de l'action.

### En sciences de l'éducation
Dans le domaine de l'éducation, la praxéologie est une discipline à la fois théorique, méthodologique et empirique qui s'attache à « la construction des savoirs de la pratique validés par l'expérience, modélisés, et donc transférables et utilisables par d'autres » (Christian Maurel, 2000). À ce titre, son objet principal est l'ensemble des processus, procédures et procédés constitutifs des actes éducatifs visant la transformation des rapports sociaux et des individus qui y sont activement impliqués. La praxéologie est donc une science de la praxis bien plus que des seules pratiques qui, très souvent, ont des effets de simple reproduction. Dans ce domaine, l'expression "praxéologie de la connaissance" a été proposée pour regrouper différentes perspectives utilisées en sciences de l'éducation, comme la théorie de l'activité de Leontiev, la théorie de l’action située de Lucy Suchman, la théorie de la Cognition distribuée de Hutchins .

### En économie, la science de l'action humaine
Adaptée à l'économie, la praxéologie est considérée comme une démarche essentielle dans la compréhension de l'agent économique. Elle désigne la science de l'action humaine en tant que telle : juste les faits et rien que les faits, sans jugement de valeur. Elle recherche les lois générales de l'action humaine qui sont indépendantes des circonstances et des buts visés.
« La praxéologie traite de l'action humaine en tant que telle, d'une façon universelle et générale. Elle ne traite ni des conditions particulières de l'environnement dans lequel l’homme agit ni du contenu concret des évaluations qui dirigent ses actions. Pour la praxéologie, les données sont les caractéristiques psychologiques et physiques des hommes agissants, leurs désirs et leurs jugements de valeur, et les théories, doctrines, et idéologies qu’ils développent pour s’adapter de façon intentionnelle aux conditions de leur environnement et atteindre ainsi les fins qu'ils visent. » (Ludwig von Mises, L'Action humaine, 1949)
Cette approche s'est prolongée notamment avec Murray Rothbard et certains penseurs libertariens.

### En sciences sociales
Les sciences sociales ont souvent repris le terme au sens général d'une théorie de la pratique, s'intéressant à la suite notamment de Max Weber à l'agencement des moyens en fonction de fins précises et aux conséquences de l'action selon le contexte de son déroulement et des contraintes qu'il présente.
Le courant français de la sociologie des organisations s’inscrit aussi sur ce registre, notamment avec les travaux de Michel Crozier, Erhard Friedberg, Catherine Grémion, Christine Musselin. Avec la vision d’un acteur stratégique dont le comportement se construit par rapport à ses perceptions et à la structuration d’un système avec ses règles (explicites et implicites) que l’acteur intègre dans ses choix et son calcul, c’est une théorie de l’action organisée qui est développée.

## Principaux théoriciens
- Alfred Espinas
- Tadeusz Kotarbinski
- Ludwig von Mises
- Donald A. Schön
- Gunnar Skirbekk
- Murray Rothbard